# Buenos Aires (stacja metra)
Buenos Aires – stacja metra w Madrycie, na linii 1. Znajduje się w dzielnicy Puente de Vallecas, w Madrycie i zlokalizowana jest pomiędzy stacjami Portazgo, a Alto del Arenal. Została otwarta w kwietniu 1994.